# Tornay Mari
Tornay Mari (Sátoraljaújhely, 1943. július 10. – Miskolc, 2010.) magyar költő, könyvtáros.

## Életpályája
Iskoláit Borsod-Abaúj-Zemplén megyében végezte, majd itt is tanított.
Férjével, Szurmai János mérnökkel Szentendrére költöztek, ott kezdett el verseket írni. Első írását Papp Lajos közölte a miskolci Napjainkban. Több kötetes, díjazott költő.
Második férje, Dietz Ottó volt. Fia, Szurmay János újságíró, forgatókönyvíró, író. 

## Publikációk médiumai
- Amado Drom
- Árgus
- Délsziget
- Dunatáj
- Ezredvég
- Élet és Irodalom
- Észak-Magyarország
- Folyam
- Forrás
- Hajdú-Bihari Napló
- Heves Megyei Hírlap
- Hevesi Szemle
- Holmi
- Időjelek
- Jel
- Kláris
- Kortárs
- Liget
- Lyukasóra
- Magyar Napló
- Magyar Nemzet
- Napjaink
- Népszabadság
- Népszava
- Palócföld
- Partium
- Parnasszus
- Somogy
- Stádium
- Szentendrei Hírlap
- Szentendrei Tükör
- Szivárvány
- Tiszatáj
- Új Forrás
- Új Hagyomány
- Új Pest Megyei Hírlap
- Új Tükör
- Zempléni Múzsa

## Művei

### Kötetek
- Időtlenül 1985 – ISBN 9637521429
- Az elmerült Duna 1989 – ISBN 9637521550
- Töklámpa 1994 – ISBN 9638277076
- MiskolcMorfondír – lírai meditáció azonosítható színhelyen 2008 – ISBN 9789639634725

### Antológiák
- Újmódi bárdok éneke 1997
- Széphalom 11. – Kazinczy Ferenc Társaság 2001
- Régi-új lenyomatok 2004

## Díjak
- A Partium Irodalmi Társaság Díja 1990.
- Salvatore Quasimodo költőverseny díja 1994.